# Ferdinand-Marie de Lobkowitz
Ferdinand-Marie de Lobkowitz, né en 1726 et mort en 1795 à Münster, est un prince de Bohême. Ordonné prêtre, il a été évêque de Namur de 1772 à 1779, et ensuite évêque de Gand de 1779 à sa mort en 1795. Il est inhumé dans la cathédrale Saint-Bavon de Gand.